# Геза Гуљаш
Геза Гуљаш (мађ. Gulyás Géza; Будимпешта, 5. јун 1931 — Будимпешта 14. август 2014) је био фудбалер, који је играо на позицији голмана, који је био члан репрезентације Мађарске на Светском првенству у фудбалу 1954. године. Иако је био члан репрезентације, није одиграо ни једну званичну утакмицу. Бранио је и за клуб Ференцварош ТЦ.

## Каријера

### Клубови
Гуљаш је своју голманску каријеру запошео у тиму Бп.Дожа. Крајем 1952. године придружио се Ференцварошу (тада Бп. Кинижи) и тада је добио надимак „Гвоздена песница” (Vasöklű). Желео је да ухвати сваку лопту, а на предлог Ђуле Чикоша је уместо тога научио да удара. После недељама тренинга, провео је још сат времена ударајући руке док нису биле крваве, и тако је постао „Гвоздена песница”. Са тимом је до 1958. године освојио два трећа места у првенству и једну победу у купу Мађарске. Након тога је био голман друголигаша Ланг Вашаша. Постао је тренер тима од 1965. године. Године 1970. Ференцварош га је поново позвао као резервног голмана, пошто је резервиста Иштвана Геција позван да служи војнин рок. У пролеће 1971. играо је и против Бп. Хонведа, где је сјајно бранио, само примивши гол из пенала, тако да је екипа Кишпешта победила са 1 : 0. Свој опроштајни меч одиграо је у последњем колу првенства против Дунаујвароша. Ушао је у 88. минуту меча на Непстадиону, где је из пенала у 90. минуту постигао једини гол у каријери. У Фрадију је одиграо укупно 206 утакмица (133 лигашка, 60 међународних, 13 домаћих наградних мечева) и постигао 1 гол (лигашки).

### Репрезентација
Био је члан репрезентативног тима који је учествовао на Светском првенству 1954. године, али није играо, па тиме није добио сребрну медаљу за освојено друго место.